# Enrolar a língua
Nota: Não confundir com trava-língua e língua presa.

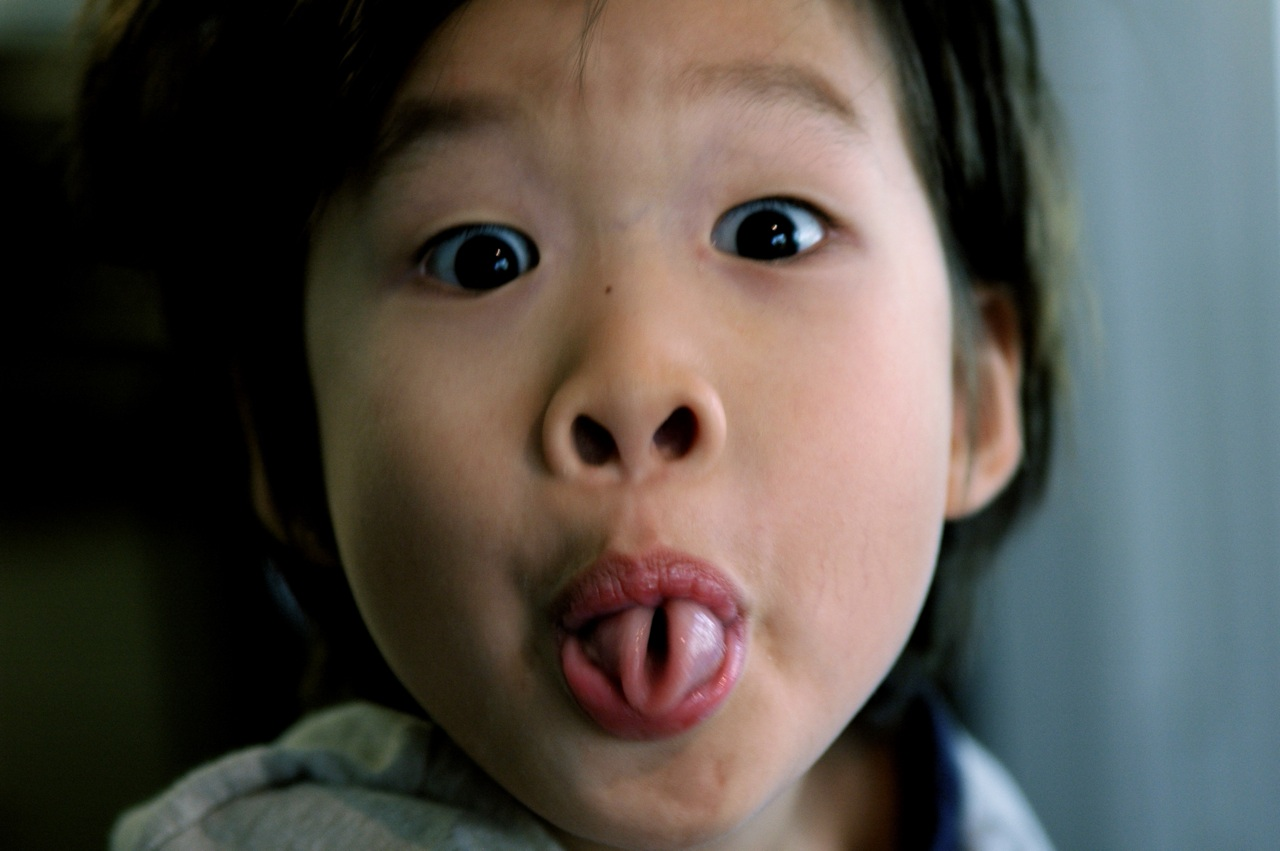
Garota com a língua enrolada em forma de "U".

A expressão enrolar a língua faz referência à capacidade que algumas pessoas têm de enrolar a língua em forma de "U". Tal capacidade seria condicionada por um alelo dominante e, assim, apenas os homozigóticos recessivos são incapazes de enrolar a própria língua.